# Arue (Polinesia francese)
Arue è un comune della Polinesia francese nell'isola di Tahiti di 9.458 abitanti. È diventata celebre per avervi vissuto Marlon Brando.